# Maria Wiederer
Maria Wiederer (* 9. Januar 1922 in Neuhausen als Maria Hummel; † 9. September 2006 in Lindach bei Kolitzheim) war eine deutsche Landwirtin und Politikerin (CSU).

## Leben
Maria Wiederer besuchte die Volksschule in Neuhausen. Im Anschluss besuchte Maria die landwirtschaftliche Berufsschule und machte die Lehre zur Land- und Hauswirtschaftslehrerin. Nach dem Ablegen der Abschlussprüfung besuchte sie eine Landfrauenschule und eine Bauernschule.
Am 26. April 1946 heiratete Maria ihren Ehemann Roman Wiederer in der St.-Antonius-Kirche in Lindach in Unterfranken.
1946 begann sie ihre eigene Landwirtschaft, in dem sie Obst und Gemüse anbaute. Sie war Bäuerin des Bayerischen Bauernverbands im Bezirksverband Unterfranken und gehörte der Landesversammlung des BBV an.
Wiederer wurde 1952 in den Kreistag von Gerolzhofen gewählt. Im Kreisverband der CSU war sie Vorsitzende der Arbeitsgemeinschaft der Frauen. Am 21. Juni 1967 rückte sie für den verstorbenen Emil Mergler in den Bayerischen Landtag nach, dem sie bis 1978 angehörte. 1974 wurde sie im Stimmkreis Schweinfurt-Süd direkt gewählt. Ende 1980 zog sie in den Bayerischen Senat ein, in dem sie bis 1987 die Gruppe der Land- und Forstwirtschaft vertrat.
Maria und Roman Wiederer haben vier gemeinsame Kinder, drei Söhne und eine Tochter.

## Auszeichnungen und Ehrungen
- 1978 Bundesverdienstkreuz am Bande[1] des Verdienstordens der Bundesrepublik Deutschland
- 1982 Ehrenbürgerin der Gemeinde Kolitzheim
- 1996 zur Ehren-Bezirksbäuerin des Unterfränkischen Bauernverbandes
- Bayerische Löwe
- Bundesverdienstkreuz Erster Klasse
- Bayerischer Verdienstorden und die
- Goldene Ähre" des Bayerischen Bauernverbands[2]